# الشيطان في برج الجرس
«الشيطان في برج الجرس» (بالإنجليزية: The Devil in the Belfry)‏ هي قصة قصيرة ساخرة كتبها إدغار آلان بو. وقد نشرت لأول مرة عام 1839.